# Hermannia spinosa
Hermannia spinosa là một loài thực vật có hoa trong họ Cẩm quỳ. Loài này được E. Meyer ex Harvey mô tả khoa học đầu tiên.